# Senada Marjanovic
Senada Marjanovic (* 1954) ist Autorin, Journalistin und Übersetzerin. Sie lebt und arbeitet in Berlin.
Sie ist freie Mitarbeiterin beim Rundfunk Berlin-Brandenburg. 

## Werke
Sie schreibt Prosa und Lyrik und hat vier veröffentlichte Bücher: 
- Herzschmerzen. Gespräche vom Krieg mit Kindern aus dem ehemaligen Jugoslawien. Piper, München/Zürich 1994, ISBN 3-492-12090-3
- Warten auf den nächsten Tag (Roman), ISBN 9783933263223
- Warum bin ich anders (Lyrik), ISBN 3-934149-88-X
- Burka und Jeans. Einblicke in eine west-östliche Parallelwelt. Molden Wien, Wien 2007, ISBN 978-3-85485-198-1